# Битка код Предела
Битка код Предела или Битка код Малборгета вођена је од 15. до 18. маја 1809. године између аустријске и француске војске. Део је Наполеонових ратова тј. Рата пете коалиције, а завршена је француском победом.

## Битка
Аустријски надвојвода Јохан је са 50.000 људи започео повлачење из горње Италије преко Тарвизија (1. мај) према Бечу ради садејства главнини аустријских снага. За њим су надирале француске снаге (око 40.000 људи) под Еженом Боарнеом. Француска десна колона (око 6000 људи), застала је 16. маја пред Предел и опколила дрвено запречно утврђење изграђено испод самог превоја, на његовој јужној страни. Утврђење је доминирало друмом који из долине јужне Соче изводи на Предел. Бранила га је посада од 300 људи са 10 топова. Главнину бранилаца је сачињавала чета (222 човека) из 4. слуњског граничарског пука. Граничари су 17. и 18. маја одбили више француских јуриша и позива на предају. Француска артиљерија је запалила утврђења из којих су браниоци морали побећи. У неравноправној борби су готово сви изгинули. Отпором из запречних утврђења Малборгета и Предела, омогућено је уредно повлачење аустријских снага.